# Laboratoire de mathématiques et de physique théorique
Le Laboratoire de mathématiques et de physique théorique (LMPT) est un laboratoire de recherche français (Unité mixte de recherche du CNRS 7350, CNRS-Université de Tours) basé à Tours sur le campus de Grandmont. 
Le LMPT est dirigé de concert par un mathématicien et par un physicien.
Depuis 2006 le LMPT fait partie de la Fédération Denis Poisson (FDP) qui rassemble les savoir-faire en mathématiques et en physique théorique des universités d'Orléans et de Tours.
En 2018, il fusionne avec le laboratoire Mathématiques et Applications, Physique Mathématique d'Orléans (MAPMO) pour former l'Institut Denis Poisson.

## Voies de recherche
La recherche au Laboratoire de mathématiques et de physique théorique se consacre aux domaines suivants :
- Analyse non linéaire et applications, systèmes dynamiques
- Probabilités et théorie ergodique
- Géométrie riemannienne
- Gravitation : relativité générale, solutions classiques ; gravitation quantique ; trous noirs et objets astrophysiques compacts
- Théorie des champs : théorie de jauge ; renormalisation ; non commutatif ; solutions classiques
- Systèmes intégrables, dynamique classique et quantique des systèmes complexes : systèmes intégrables, chaos quantique, phénomènes de transport

## Formations liées au LMPT
- Master Recherche « Analyse mathématique et applications »
- Master Recherche en physique « Physique non-linéaire »
- Master international de mathématiques des transmissions sécurisées (MIMATS)
- Master « Métiers de l'enseignement en mathématiques »
- Master « Métiers de l'enseignement en physique et en chimie »
- École doctorale